# Носко, Григорий Михайлович
Носко́ Григо́рий Миха́йлович (16 декабря 1910, Ивановка, Славяносербский уезд, Екатеринославская губерния, Российская империя — 20 января 1980, Килия, Одесская область, УССР) — советский футболист, полузащитник ворошиловградского «Дзержинца», чемпион УССР.

## Биография
Родился в 1910 году в селе Ивановка, Славяносербский уезд, Екатеринославская губерния, Российская империя (ныне Луганская область, Украина). Проживал в городе Луганск. Окончил машиностроительный техникум. Работал на Луганском паровозостроительном заводе. Был женат. Имел двух детей. Сын — Носко Леонид Григорьевич. Дочь — Носко Лидия Григорьевна. Участвовал в Великой Отечественной войне. В период с 1945 по 1949 год служил военным в различных военных частях СССР. После переехал в город Килия. Умер в 1980 году. Похоронен в Килие.

## Футбольный путь
Был капитаном команды машиностроительного техникума. В 1930 году его команда, объединившись с командой строительного техникума, выиграла чемпионат города. Затем играл в команде завода. В 1936 году стал основным игроком ворошиловградского «Дзержинца». В период с 1936 по 1940 год сыграл более 50 игр в различных чемпионатах УССР и СССР. В 1937 и 1939 годах был капитаном «Дзержинца».
В 1937 году команда «Дзержинец» пробилась в 1/16 финала Кубка СССР. В 1938 году выиграла чемпионат УССР. В 1939 году попала в 1/16 финала Кубка СССР и заняла 16 место в группе «Б» Чемпионата СССР.

## Военный путь
После начала Великой Отечественной войны в 1941 году мобилизован в ряды Красной армии. В звании лейтенанта был командиром 139-й мобильной танкоремонтной базы 32-го мотострелкового полка 18-го танкового корпуса. Воевал на Сталинградском, Юго-Западном, Степном, 2-м Украинском и 3-м Украинском фронтах. За обеспечение эффективной работы по ремонту боевых машин награждён орденом Красной Звезды (1943 год) и орденом Отечественной войны 2-й степени (1945 год).